# USS Salerno Bay (CVE-110)
«Салерно-Бей» (англ. USS Salerno Bay (CVE-110)) — ескортний авіаносець США часів Другої світової війни типу «Комменсмент Бей».

## Історія створення
Авіаносець «Салерно-Бей» був закладений 7 лютого 1944 року на верфі «Seattle-Tacoma Shipbuilding Corporation» у Такомі під назвою «Winjah Bay», але згодом перейменований на «Салерно-Бей». Спущений на воду 26 вересня 1944 року, вступив у стрій 19 травня 1945 року.

## Історія служби
Після вступу у стрій «Салерно-Бей» не брав участі у бойових діях, і використовувався як навчальний авіаносець для підготовки пілотів.
4 жовтня 1947 року корабель був виведений у резерв.
20 червня 1951 корабель був виведений з резерву і використовувався як протичовновий авіаносець. 16 лютого 1954 року знову виведений у резерв.
7 травня 1959 року перекласифікований в авіатранспорт AKV-10.
1 червня 1960 року авіаносець був виключений зі складу флоту і наступного року проданий на злам.